# Červený chrám (Peruštica)
Červený chrám (bulharsky Червената църква/Червената черква „Света Богородица“) představuje zbytky raně křesťanského chrámu u města Peruštica v Plovdivská oblasti v jižním Bulharsku.

## Charakteristika
Byl realizován jako stavba ve tvaru čtyřkonchální baziliky mezi 4. a 6. stoletím, nejpravděpodobněji v období panování byzantského císaře Anastasios I. Je jediným křesťanským chrámem na světě, kde byl oltář prvoplánově otočen k severu, což souvisí s ranými křesťanskými bohoslužbami, které se nejprve sloužily v původních chrámech uctívání boha Mitry. V každé ze čtyř stran vysoké vnitřní síně se nacházel polocylindrický výklenek krytý kupolí. V severní části chrámu byl umístěn bazén, který byl obložen mozaikami z růžového mramoru, který sloužil nejprve jako lázně a později jako křtitelnice. Chrám býval zevnitř velmi bohatě vyzdoben malbami a mozaikami. Do dnešních dnů se zachovaly pouze jeho části, které byly v roce 2013 zakonzervovány.
Zbytky chrámu se nacházejí přibližně kilometr od města Peruštica a zhruba 20 km jihozápadně od oblastního města Plovdiv.

## Galerie

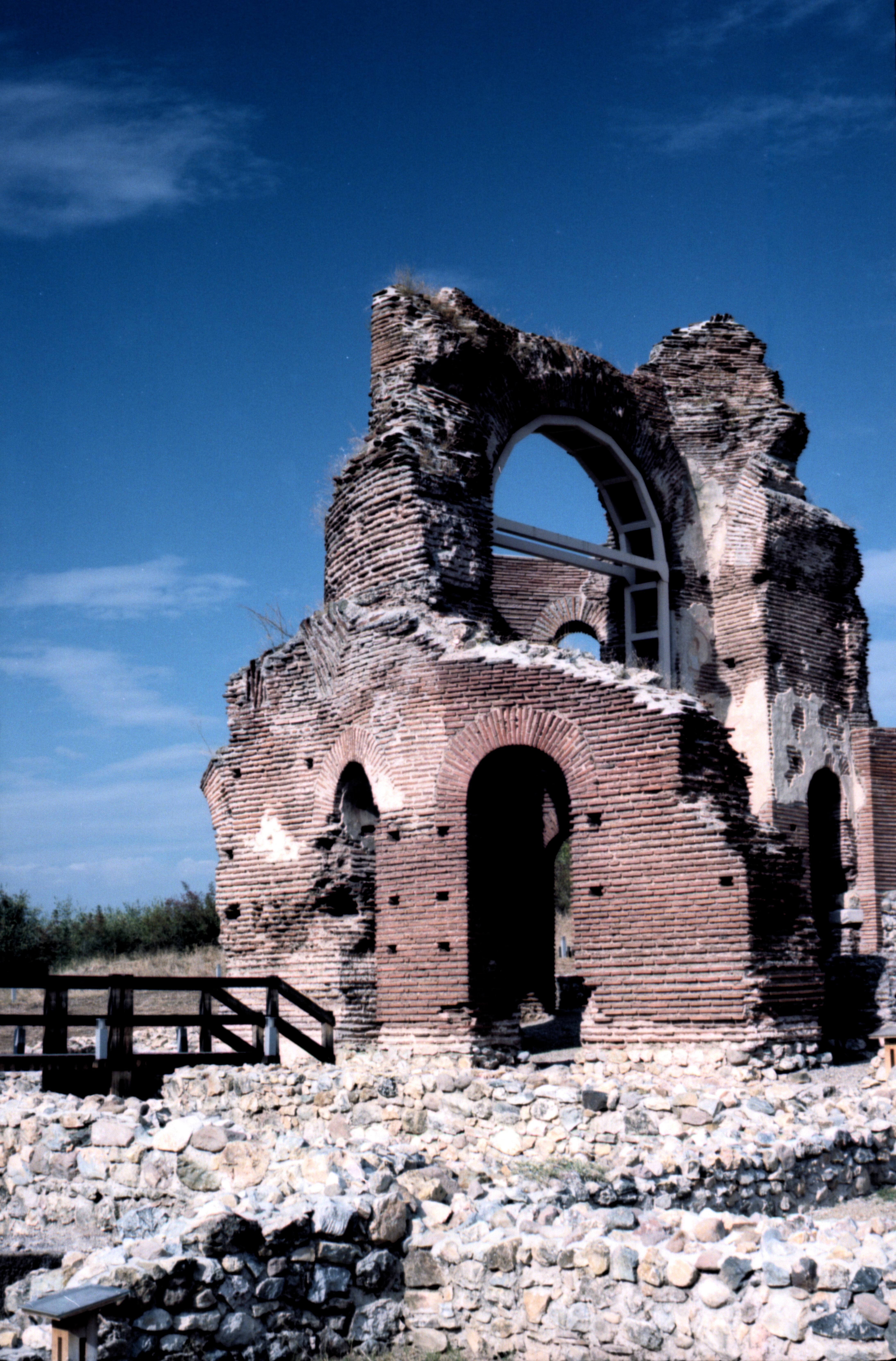
Červený chrám
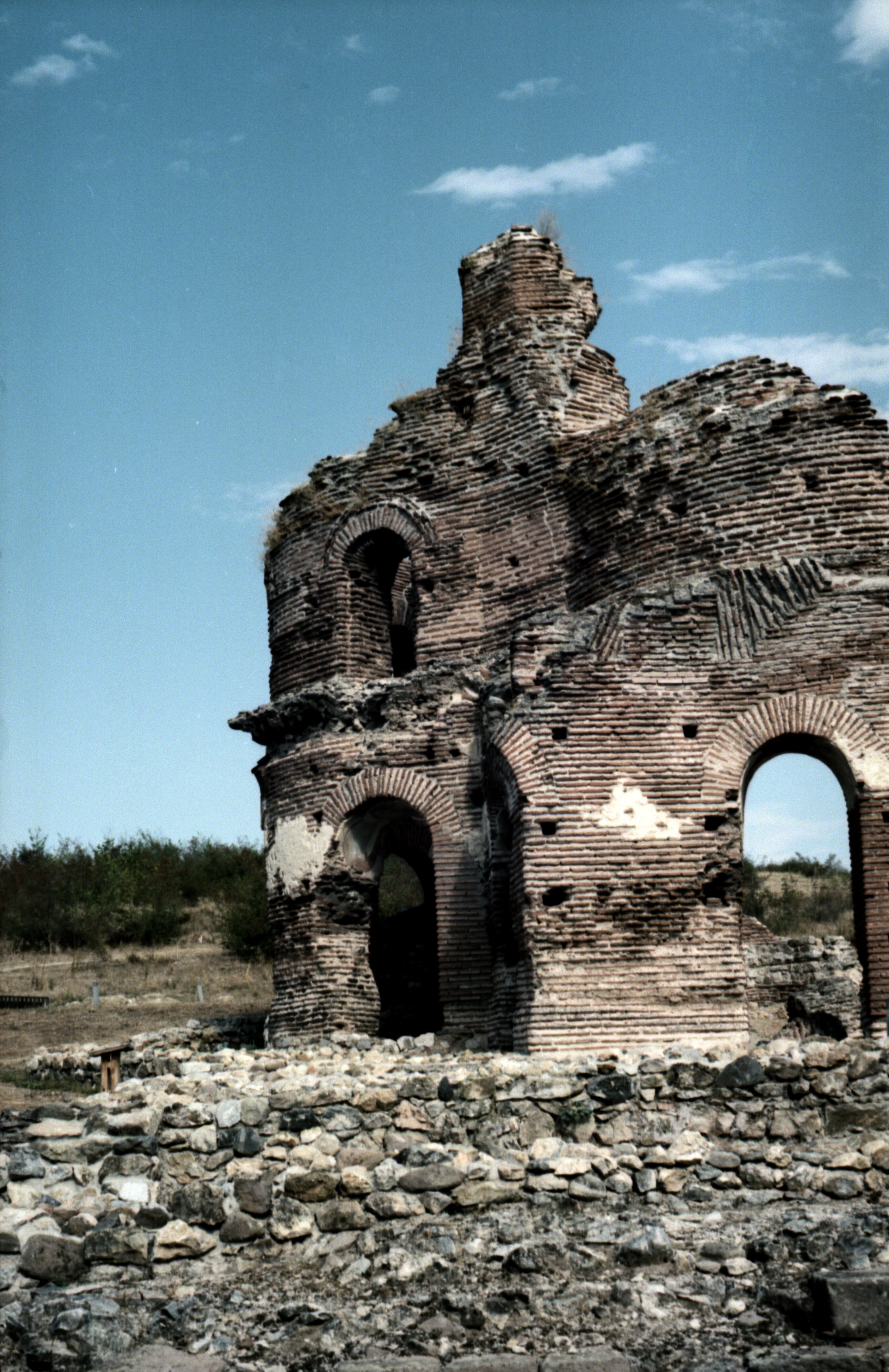
Červený chrám